# Bożęcin (województwo warmińsko-mazurskie)
Bożęcin (dawna nazwa Gr. Gottswalde) – wieś w Polsce położona w województwie warmińsko-mazurskim, w powiecie ostródzkim, w gminie Morąg.
W latach 1975–1998 miejscowość administracyjnie należała do województwa olsztyńskiego. W latach 1945–1946 miejscowość nosiła nazwę Gocwałki
Wieś czynszowa na 60 włókach wymieniana w dokumentach z roku 1336, pod nazwą Gotiswalt. W roku 1782 we wsi odnotowano 20 domów (dymów), natomiast w 1858 w 27 gospodarstwach domowych było 355 mieszkańców. W latach 1937–1939 było 356 mieszkańców.
W roku 1973 wieś i majątek Bożęcin należały do powiatu morąskiego, gmina Morąg, poczta Słonecznik.
W miejscowości działało Państwowe Gospodarstwo Rolne Bożęcin.
Kobyla Góra (niem. Antonien Berg) – pagórek leżący na południowy wschód od wsi Bożęcin.
Kobyla Łąka (niem. Teuterbruch) – łąka znajdująca się na południowy wschód od wsi Bożęcin.
Jastrzębia, Popowa Góra (niem. Pfaffen Berg) góra o wysokości 133 m n.p.m., znajdująca się na południowy zachód od wsi Bożęcin.

## Zabytki
Do wojewódzkiego rejestru zabytków wpisane są obiekty:
- zespół pałacowy, 1 poł. XIX: 
  - pałac
  - park